# Kaneto Shindō
Kaneto Shindō (født 22. april 1912, død 29. maj 2012) var en japansk filminstruktør, manuskriptforfatter, filmproducer og forfatter. Han instruerede 48 film og skrev 238 manuskripter. Hans bedst kendte film er Children of Hiroshima, The Naked Island, horrorfilmen Onibaba, Kuroneko og A Last Note. Shindos manuskripter er indspillet af instruktører som Kon Ichikawa, Keisuke Kinoshita, Fumio Kamei og Tadashi Imai.